# Haematopota avida
Haematopota avida är en tvåvingeart som först beskrevs av Speiser 1910.  Haematopota avida ingår i släktet Haematopota och familjen bromsar.
Artens utbredningsområde är Tanzania. Inga underarter finns listade i Catalogue of Life.